# Inger Ottesdotter Rømer

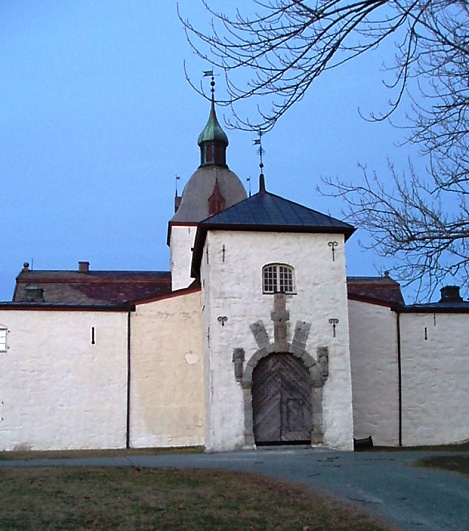
Manoir d'Austrått construit vers 1656 à Ørland, Norvège

Ingerd Ottesdotter (Rømer) (c 1475 – 1555) est la plus riche propriétaire de terres de son époque en Norvège. Elle est l'héritière ultime de la noble famille Rømer et une intrigante politique. Lady Ingerd est connue pour avoir manipulé ses puissants gendres afin de parvenir à ses fins. Son histoire a inspiré la pièce de Henrik Ibsen, Fru Inger til Østeraad (Dame Inger d'Østråt). 
Ingerd est la fille d'Otte Matsson Rømer (1437-1508) et d'Ingeborg Lydersdatter Struds von Bergen (c. 1451-1512). Ses parents arrangent son mariage avec Lord Nils Henriksson, dont la famille avait également des droits sur le manoir d'Austrått dans le Trondheimsfjord. Ainsi, l'important manoir d'Austrått et ses terres reviennent à Ingerd dans l'héritage familial. Son mari devient à la fois chancelier et haut commissaire de Norvège (rikshovmester). Elle se retrouve veuve en 1523,. 
Ingerd s'intéresse également à la politique suédoise, en plus de la politique norvégienne. En 1526, elle reçoit le chancelier suédois en exil Peder Sunnanväder, qui était impliqué dans les rébellions dalécarliennes. Plus tard, elle sera tentée de participer aux tentatives de détrôner le roi Gustave Ier Vasa. En 1528, le chevalier qui prétendait être Nils Sture, le fils aîné de Sten Sture le Jeune, le Regent de la Suède de 1512 à 1520 (l'identité du garçon reste controversée à ce jour), se réfugie en Norvège et jouit de l'hospitalité de Lady Ingerd. Elle cherche à lui obtenir la couronne de Suède, en la prenant au roi Gustave Ier Vasa, parent des Sture, une puissante famille suédoise. Elle envisageait également de marier sa fille, Eline Nilsdatter, au jeune prétendant et ainsi d'en faire la reine. Finalement, ces projets n'aboutirent pas. 
En raison de précédents conflits, notamment des conflits de propriété, Lady Ingerd est opposée au prélat catholique romain Olav Engelbrektsson, primat de Norvège et archevêque de Nidaros. L'archevêque Engelbriktsonn est également un rival du gendre de Lady Ingerd, Lord Vincens Lunge, au sein du gouvernement norvégien. Lady Inger rejoint la Réforme luthérienne, ce qui donnera une impulsion importante au protestantisme en Norvège . 

## Vie privée
Ingerd Ottesdotter Rømer et Nils Henriksson ont cinq filles, qui ont toutes épousé des nobles danois et norvégiens: 
- Margrete Nilsdatter (ch. 1495-1550), mariée à Vincens Lunge, noble et membre du Riksråd en Norvège [4]
- Eline Nilsdatter (ch. 1504-1532), mariée avec Nils Lykke, seigneur féodal à Sunnmøre et Nordmøre [5]
- Anna Nilsdatter (c 1505-1557), mariée avec Erik Ugerup, seigneur féodal à Tønsberg [6]
- Ingeborg Nilsdatter (vers 1512-1597), mariée à Peder Hanssøn Litle, seigneur féodal d'Akershus [7]
- Lucie Nilsdatter (décédée en 1555), a épousé Jens Tillufssøn Bjelke, seigneur féodal du Jemtland [8]

Lucie Nilsdatter sera au centre d'un scandale social. Niels Lykke avait épousé Eline Nilsdatter, la sœur aînée de Lucie. Après la mort de sa sœur Eline en 1532, Lucie s'occupe des enfants d'Eline et conçoit un enfant avec Nils Lykke. Nils est exécuté pour inceste par l'archevêque Engelbrektsson en 1535. Lucie épouse Jens Tillufssøn Bjelke en 1540, et sa correspondance viendra désormais du manoir Austrått. Lady Ingerd transfère officiellement le titre de propriété du manoir d'Austrått à Lucie et Jens; les documents retrouvés montrent que le transfert a été confirmé par le roi en 1552. Il y aura des spéculations sur le fait que le scandale de Lucie a ainsi permis à Jens, issu d'une moindre noblesse, d'être considéré comme socialement acceptable pour Lucie. 

## Postérité
En 1857, le dramaturge Henrik Ibsen, alors au début de sa carrière, écrit la pièce Fru Inger til Østeraad (Dame Inger d'Østråt), qui utilise vaguement ses intrigues comme base dramatique. Toutefois, la pièce ne respecte pas précisément les détails historiques et généalogiques. 